# Gayenna furcata
Gayenna furcata är en spindelart som först beskrevs av Eugen von Keyserling 1879.  Gayenna furcata ingår i släktet Gayenna och familjen spökspindlar.
Artens utbredningsområde är Peru. Inga underarter finns listade i Catalogue of Life.